# Kaplička blahoslaveného Tita Zemana
Kaplička blahoslaveného Tita Zemana stojí na západním okraji obce Vykmanov v okrese Karlovy Vary u cesty do Dolního Žďáru v těsné blízkosti plotu věznice. Sakrální stavba z 18. století byla v roce 1994 Ministerstvem kultury České republiky prohlášena kulturní památkou České republiky.

## Historie

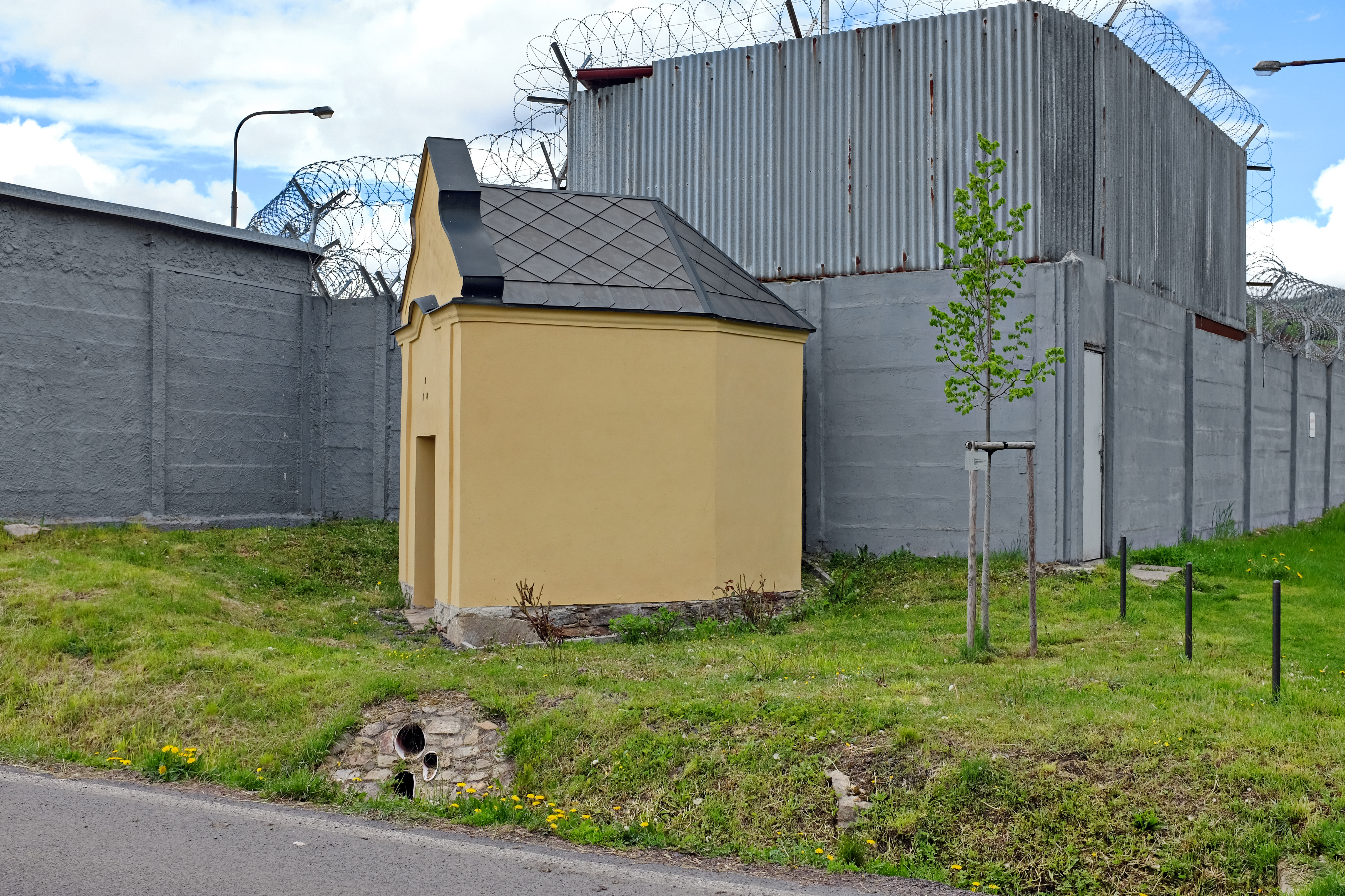
Kaple zboku

Kaple byla postavena v průběhu 18. století, její pozice je zachycena na mapě prvního josefského mapování. Během doby byla přistavěna průčelní stěna s novým barokním štítem. Kaple náležela pod farní kostel svatého archanděla Michala a Panny Marie Věrné v Ostrově. Po ukončení druhé světové války kaple začala chátrat, byla vykradena. Při stavbě obvodové zdi věznice v padesátých letech byla kaple zachována. Obvodová betonová zeď byla vedena mimo, tak aby kaple se dvěma lípami nemusela být zbourána a lípy pokáceny. Z kaple v roce 1994 zbyly jen obvodové zdi. Vlastník objektu Státní pozemkový úřad České republiky v roce 2016 kapli rekonstruoval, zastřešil a vchod do kaple zajistil kovovou mříží. Dne 22. června 2017 byly obě lípy u silnou bouří vyvráceny. Kaple byla znovu vysvěcena 8. května 2018 plzeňským biskupem Tomášem Holubem a zasvěcena blahoslavenému Titu Zemanovi, salesiánskému knězi, který byl v letech 1955–1956 vězněn v komunistických pracovních táborech v Jáchymově.

## Popis
Kaple je samostatně stojící barokní stavba z lomového zdiva postavena na půdorysu obdélníku (3,35×2,65 m) s trojbokým kněžištěm. Valbová střecha s hambalkovým krovem celoplošně bedněným je krytá eternitovými šablonami. Vstupní průčelí vysoké 3,9 m je vyzděno z cihel. Vchod je obdélníkový uzavřený zdobnou kovovou mříží. Nad vchodem jsou tři pravoúhlé větrací otvory. Po stranách vchodu jsou vyzděny jemné pilastry na nichž je profilovaná oplechovaná římsa uprostřed zvednutá do oblouku. Průčelí ze završeno trojúhelníkovým barokním štítem.
Při opravách v roce 2016 byla kaple nově omítnutá hlazenou omítkou a zastřešena. Dřevěné části byly ošetřeny tlakovou impregnací proti hmyzu a dřevokazným houbám. Okolní terén byl snížen na původní úroveň a byl proveden svod dešťové vody.